# 아산 인취사 석조 아미타삼존불상
아산시 신창면 읍내리 학성산에 위치한 인취사(仁翠寺)에 있는 삼존불상이다.
중앙의 아미타불을 중심으로 좌에는 관음보살이 우에는 지장보살이 자리하고 있는 삼존불이다.
중앙의 아미타불좌상은 선정인으로서 결과부좌하였으며, 육계가 크고 나발이 선명하고 오른팔에 편삼을 걸친 변형 통견식 법의로서 아미타불의 전형적인 수인과는 다르게 표현되어 있다.
좌측의 관음보살상은 본존과 같은 착의법을 하였으며, 보관정면에 아미타불좌상의 화불을 조각하여 관세음보살임을 분명하게 표현하였으며, 우측의 지장보살상은 고려후기에 유행했던 피건을 두른 모습으로서 무릎위에 올려진 두손에 보주를 잡고 있다.
삼존불 모두 둥글고 작은 얼굴로서 형태가 비슷한 데 눈,코,입이 작으면서도 부드러운 느낌의 모습으로 지방적인 요소가 강한 표졍을 보이고 있으며, 양식적 특징으로 보아 조선전기에 제작된 것임을 알 수 있다